# Altônia
Altônia é um município brasileiro do estado do Paraná. Sua população, conforme estimativas do IBGE de 2020, era de 22 176 habitantes.

## História
Anteriormente à colonização o território era ocupado por Guaranis há 2.000 anos e estudos arqueológicos conduzidos pela Universidade Estadual de Maringá encontraram fragmentos de material cerâmico utilizados pelo indígenas entre panelas, copos, jarras, pratos, e caçarolas ao longo das margens do córrego da Lagoa.

### Colonização
A Lei Estadual nº 5.394, de 14 de setembro de 1966, criou oficialmente o município de Altônia, com território desmembrado de Xambrê.
A história da gente altoniense teve início em 1953, período em que a Companhia Byington de Colonização Ltda rasgou a extensa e impenetrável floresta que cobria grande área, fincando estacas, baseada em teodolitos que se movimentavam como vagalumes ao anoitecer. A ação desenvolvida por esta empresa foi responsável pelo grande progresso da região.
Povos vindos especialmente da Região Nordeste e do Estado de Minas Gerais engrossaram o número dos que procuravam um lugar para se fixar, com terra boa e farta. A determinação dos pioneiros foi fator fundamental para o processo do empreendimento, que previa propriedades agrícolas com extensão territorial de até 10 alqueires paulistas, promovendo intensa colonização, com centenas de famílias ocupando o espaço até ocupado por nações indígenas, e flora e fauna silvestres.
O território do povoado em ascensão pertenceu inicialmente ao município de Peabiru, passando a partir de 1954 a integrar o município de Cruzeiro do Oeste. Em 25 de julho de 1960 integra a jurisdição do município de Xambrê.

### Emancipação
Pela Lei Estadual nº 4.925, de 10 de setembro de 1964, eleva-se à condição de Distrito Administrativo e Judiciário do município de Xambrê. Em 14 de setembro de 1966, através da Lei Estadual nº 5.394, sancionada pelo governador Paulo Cruz Pimentel, foi criado o município de Altônia, com território desmembrado de Xambrê. A instalação oficial ocorreu no dia 12 de dezembro de 1968.

## Governo e política
O primeiro prefeito de Altônia foi Antônio de Castro Lima (ARENA) eleito em 1968. Em 1972 Antônio Perin (ARENA) viria a ser o segundo prefeito municipal, seguido por Durval Emídio dos Santos (MDB) e Jonas Xavier Pinto nas eleições municipais de 1982, a última realizada durante o Regime Militar de 1964. Jonas Xavier Pinto (PMDB) foi eleito por 4.147 votos sobre o seu adversário, Damião Sabino Gonçalves (PMDB) que obteve 4.140 votos, uma curta diferença de apenas sete votos. Quarto prefeito na linha sucessória, Jonas Xavier Pinto (MDB) teve seu mandato prorrogado por mais dois anos e viria a ser sucedido por Jonathan Pliacekos em 1998, nas primeiras eleições municipais após a promulgação da Constituição. Eleito para um segundo mandato em 1992, Jonas Xavier Pinto, obteve uma larga vantagem sobre os seus adversários, alcançando 6993 votos, valor superior ao somatório dos outros três candidatos. Em 1996 novamente apenas sete votos elegeriam um prefeito em Altônia com 4198 votos para Durval Emídio dos Santos (PFL), contra 4191 votos de Amarildo Ribeiro Novato (PDT). O segundo mandato de Durval dos Santos viria a ser marcado por denúncias de corrupção e pela primeira cassação de um prefeito no município. A administração do município foi assumida pelo vice-prefeito José Orivaldo Canalli (PSDB). No mesmo ano Amarildo Ribeiro Novato (PDT) venceu as eleições municipais e foi reconduzido ao cargo em 2004. Viria a ser prefeito novamente em 2012, quando concorreu com o prefeito em exercício Pedro Nunes da Mata (PP), tornando-se o prefeito a governar por mais tempo o município de Altônia até perder a releição para Claudenir Gervasone (DEM).

## Etimologia
Altônia e a junção dos termos "al" extraído de Alberto, e "ton", extraído de "Byngton", acrescido do sufixo nominativo grego "ia", que designa qualidade, estado, propriedade, lugar. Em resumo, é uma homenagem a "Alberto Byington Júnior", sócio da empresa colonizadora da região. 

## Geografia
Compõem o município três distritos: Altônia (sede), Jardim Paredão e São João.

### Acidentes geográficos
O principal acidente geográfico do município de Altônia é a lagoa Xambrê, localizada nas margens do Rio Paraná, sendo a maior lagoa marginal do estado do Paraná. A lagoa tem 5 mil metros de extensão por 3 mil metros de largura sendo formada praticamente em toda a sua extensão por pântanos entre as águas, o que a faz tornar-se parecida com o pantanal do Mato Grosso do Sul. As suas margens são constituídas pelo arenito caiuá e a lagoa desempenha um papel importante para a manutenção das espécies de peixes do Rio Paraná.

### Clima
O clima do município de Altônia é subtropical úmido mesotérmico, o verão é quente e no inverno podem ocorrer geadas com pouca frequência. A temperatura média ocorre entre máximas de 30 °C e mínimas de 15 °C, considerando como clima temperado.